# Lägh da Bitabergh
Der Lägh da Bitabergh (alpinlombardischer Dialektname) ist ein Bergsee auf 1855 m ü. M. beim Malojapass auf Gemeindegebiet von Bregaglia im Schweizer Kanton Graubünden.

## Zugang
Der See ist über einen Wanderweg von Maloja aus in ca. 40 Minuten Wanderzeit erreichbar. Vom Lägh da Bitabergh führen weitere Wanderwege zum Lägh da Cavloc (45 Minuten) oder steil hinauf zur Motta Salacina und zum Pass dal Caval.